# José María Lemus
José María Lemus (La Unión, 22 luglio 1911 – New York, 1º aprile 1993) è stato un militare e politico salvadoregno.
È stato Presidente della Repubblica del Salvador dal 14 settembre 1956 al 26 ottobre 1960 quando fu estromesso da un colpo di Stato.